# Konrad Tyroff

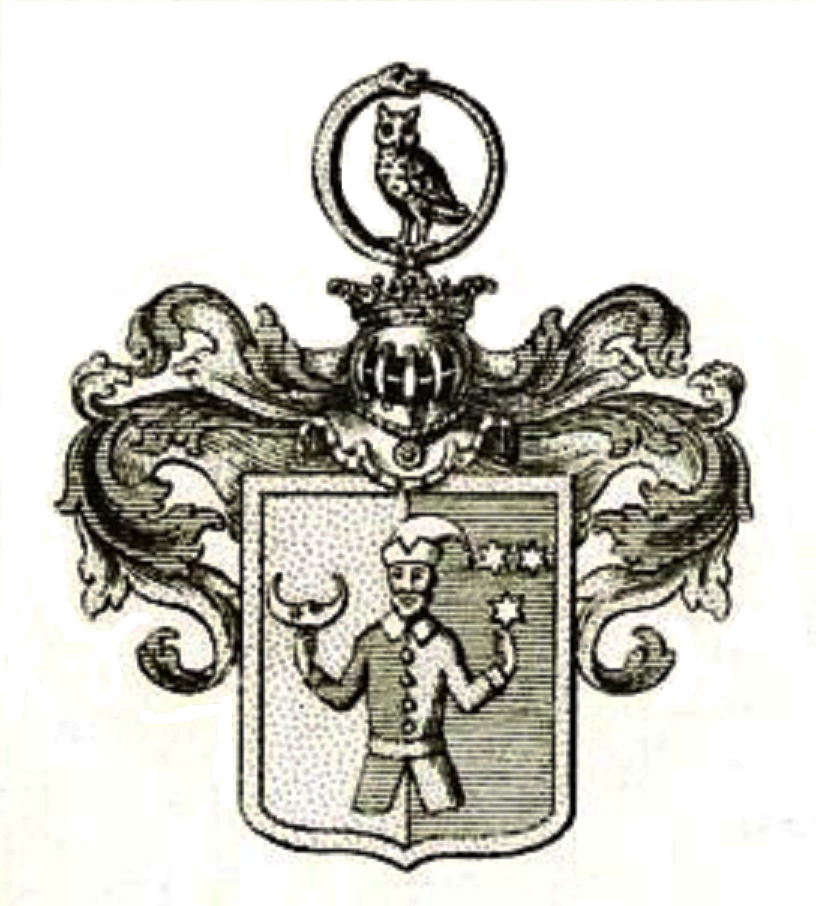
Beispiel einer Tyroff-Wappengrafik: Wappen von Kretschmann

Konrad Tyroff (* 30. Januar 1771 in Nürnberg; † 30. Mai 1826 ebenda) war ein Heraldiker, Kupferstecher und Verleger.

## Leben
Konrad Tyroff war Angehöriger der in Nürnberg wirkenden Kupferstecherfamilie Tyroff. Seine Mutter war eine geborene Bock, sein Vater war Hermann Jakob Tyroff (1742–1798), Graveur und Kunsthändler, außerdem Agent im Dienst der Äbtissin des Stifts Gandersheim bzw. Herzogin von Braunschweig Lüneburg, Auguste Dorothea von Braunschweig-Wolfenbüttel. Sein Großvater Martin Tyroff (1705–1758) war durch Heirat mit Christoph Weigels Tochter Barbara Sibylla in den Besitz der Weigel'schen Kunsthandlung, der späteren Tyroff'schen Kunstverlagshandlung, gekommen, in der Konrad Tyroff verschiedene Wappenbücher herausgab. Am 5. April 1791 heiratete er Margarethe Göschel, Johann Andreas Tyroff wurde in dieser Ehe geboren. Zudem Zeitpunkt seines Todes war Tyroff Direktor des Wappenbüros und königlich bayerischer Hofagent. In seiner Arbeit wurde er maßgeblich unterstützt von seinem Bruder, vermutlich der um 1799 in Nürnberg wirkende Ludwig Christof Tyroff (* 1774).
Tyroffs heraldischer Betrieb wies gegen Ende seines Lebens stark rückläufige Tendenzen auf. Am 30. Mai 1826 nahm er sich das Leben.

## Werke
- Die vier Jahreszeiten in Stichen, Nürnberg
- Geschlechts- und Wappenbeschreibungen zu dem Tyroffischen neuen adelichen Wappenwerk. 4 Bände, Nürnberg 1791–1805, Band 1 (books.google.de).
- Wappenbuch des gesammten Adels des Königreichs Baiern. Bände 1–9, Verlag des Wappen-, Kunst- und Kommissions-Bureau, Nürnberg (Digitalisat der Bayerischen Staatsbibliothek).
  - Band 1, 1818 (digitale-sammlungen.de).
  - Band 2, 1819 (digitale-sammlungen.de).
  - Band 3, 1820 (digitale-sammlungen.de).
  - Band 4, 1821 (digitale-sammlungen.de).
  - Band 5, 1822 (digitale-sammlungen.de).
  - Band 6, 1823 (digitale-sammlungen.de).
  - Band 7, 1824 (digitale-sammlungen.de).
  - Band 8, 1825 (digitale-sammlungen.de).
  - Band 9, 1826 (digitale-sammlungen.de).
  - Die Bände 10–27 erschienen nach seinem Tode, von 1827 bis 1872, in dem von Konrad Tyroff gegründeten Verlag.
- Wappenbuch der Staedte im Königreich Bayern. Band 1 (books.google.de).
- Neues adeliches Wappenwerk. 3 Bände, Nürnberg 1792–1850 (Digitalisierungen)
- Wappenbuch der Preussischen Monarchie. 3 Bände, Nürnberg 1826–1836 (Band 2 und 3 sind posthum erschienen) Band 2 (books.google.de), Band 6 (books.google.de), Band 7 (books.google.de), Band 9 (books.google.de).